# Marya Freund
Pour les articles homonymes, voir Freund.
Marya Freund, née le 12 décembre 1876 à Breslau (Pologne) et morte le 21 mai 1966 à Paris 9e, est une cantatrice soprano polonaise naturalisée française.

## Carrière
Elle fait des études de violon avec Pablo de Sarasate, puis étudie le chant avec Henri Criticos et Raymond Zur Mühlen. En 1913, elle participe à la création des Gurrelieder d'Arnold Schönberg à Vienne et devient l'interprète attitrée du Pierrot lunaire. Son répertoire, surtout du XXe siècle, comprend Gustav Mahler, Gabriel Fauré, Claude Debussy, Maurice Ravel, Igor Stravinsky, Francis Poulenc, Karol Szymanowski.
Dans les années 1920, elle entame une carrière de pédagogue et prodigue quelques conseils à Germaine Lubin. D'origine juive, elle est arrêtée en février 1943 en France occupée. Sur l'intervention d'Alfred Cortot, elle est libérée du camp de Drancy et transférée à l'hôpital Rothschild. Marya Freund est la mère du chanteur basse Doda Conrad.

## Hommages
En 1990, Francesca Solleville rend hommage à la cantatrice qui lui a enseigné le chant lyrique pendant 10 ans, avant d'entamer une carrière dans la chanson avec "Madame Marya Freund" (paroles : Pierre Grosz ; musique : Michel Précastelli), sur l'album Je suis ainsi (Armada/Scalen Disc).

## Source
- Alain Paris Dictionnaire des interprètes Bouquins/Laffont 1990 p.382  (ISBN 2-221-06660-X)
- LImore Yagil, Au nom de l'art 1933-1945: exils, solidarités et engagements, Fayard, 2015, p. 590  (ISBN 9782213680897)
- Marya Freud, "Journal de Drancy", in : Doda Conrad, Dodascalies, Actes-Sud, 1997